# Paramacronychia flavipalpis
Paramacronychia flavipalpis är en tvåvingeart som först beskrevs av Girschner 1881.  Paramacronychia flavipalpis ingår i släktet Paramacronychia och familjen köttflugor.
Artens utbredningsområde är Tyskland. Det är osäkert om arten förekommer i Sverige.